# Ilona Ferková
Ilona Ferková, rozená Daňová (26. června 1956, Rokycany) je česká romská spisovatelka píšící romsky.

## Život
Narodila se v Rokycanech a pochází z početné rodiny, má pět bratrů a jednu sestru. Po základní škole kvůli vážné nemoci otce začala hned pracovat. Založila ženský a romský pěvecký soubor Amare neni (Naše tety), pro který vytvářela texty. Seznámila se s romistkou Milenou Hübschamnnovou, která ji podpořila v psaní v romském jazyce.
V 90. letech se stala koordinátorkou školky pro romské i neromské děti v Rokycanech.
Na několik let emigrovala do Velké Británie, ze které se vrátila zpět do Rokycan.
V roce 1999 obdržela za Asociaci romských žen Rokycany poděkování v rámci Ceny Olgy Havlové.

## Dílo
Ilona Ferková píše povídky. První sbírka Zkazila si život kvůli penězům ji vyšla v roce 1992 v romském jazyce. Druhá sbírka Ukradené děti vyšla v roce 1996 v dvojjazyčné verzi, české a romské. Třetí sbírka má již ucelený motiv, povídky spojuje osoba vypravěče – Kaštánka. Autorka napsala povídky v romštině, do češtiny je přeložila Lada Viková a Karolína Ryvolová. Obsahuje povídky Dříví, Mlíko, Uhlí, Vánoční stromek, Márnice, Svatej, Nedělní oběd, Kamenná kašna, Maryška a Zaříkávač Poker. Přispěla i do sbírky Otcův duch a jiné pohádky romských autorů vydané v roce 2012 v podobě e-knihy.
- Zkazila si život kvůli penězům. 1992[2]
- Ukradené děti. 1996[2]
- Ještě jedno, Lído! Kaštánkovy příběhy z herny. 2018[5]